# Подвишенник
Подви́шенник (лат. Clitopilus prunulus) — вид базидиальных грибов из рода клитопилюсов.

## Названия
Научные синонимы:
- Agaricus prunulus Scop. 1772 basionym
- Pleuropus prunulus (Scop.) Murrill 1917
- Paxillopsis prunulus (Scop.) J.E. Lange 1940
- Paxillus prunulus (Scop.) Fr.

и др.
Русские синонимы: подвишень, ивишень, вишняк, клитопилус обыкновенный, муссерон.
Видовой эпитет prunulus означает «маленькая слива», что отсылает к беловатому цвету шляпок молодых грибов.

## Описание

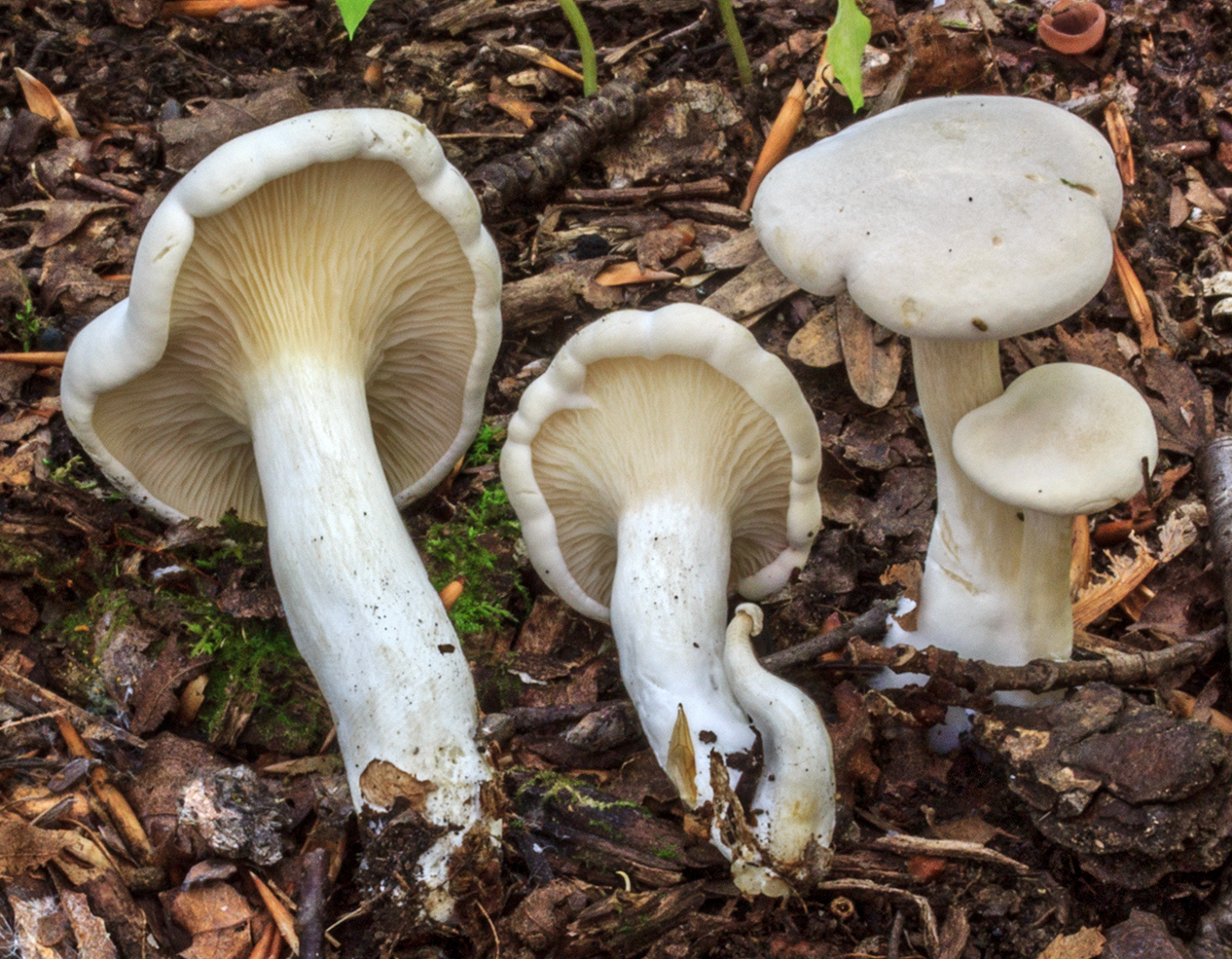

Шляпка 3—12 см в диаметре, белая, с желтоватым или слабо-сероватым оттенком (у зрелых грибов), более тёмная в центре, слабо опушённая, позже — гладкая, матовая, при сырой погоде немного слизистая, клейкая. При надавливании темнеет. У подвида Clitopilus prunulus var. orcellus, ранее выделяемого в отдельный вид, поверхность шляпки немного влажная, блестящая. Цвет шляпки может варьироваться в зависимости от условий произрастания. У молодых плодовых тел шляпка полушаровидная, с подвёрнутым краем, позднее плоско-выпуклая, в зрелости плоская, часто вдавленная, воронковидная, иногда с бугорком неправильной формы в центре, с прямым или опущенным волнистым или лопастно—бугорчатым краем.
Мякоть мягкая, плотная, белая, с сильным мучнистым запахом. Цвет мякоти на изломе не изменяет. Характерным запахом подвишенник обязан присутствию в тканях ненасыщенного альдегида транс-2-ноненаля.
Пластинки очень частые, узкие (2—4 мм шириной), нисходящие к ножке, белые или желтоватые; по мере созревания спор становятся бледно-розовыми.
Ножка 2—7 см × 7—10 (15) мм, цилиндрическая, суженная к основанию, центральная или эксцентрическая, часто изогнутая, сплошная, белая или беловато-сероватая, в верхней части покрыта лёгким мучнистым налётом, к основанию опушённая. Мякоть ножки белая, волокнистая. Частное покрывало отсутствует.
Споровый порошок бледно—розовый. Споры 9—12 × 4—7 мкм, неамилоидные, удлинённо-эллипсоидные, с шестью продольными ребрами, светло-жёлтые с розоватым оттенком.

## Экология и распространение

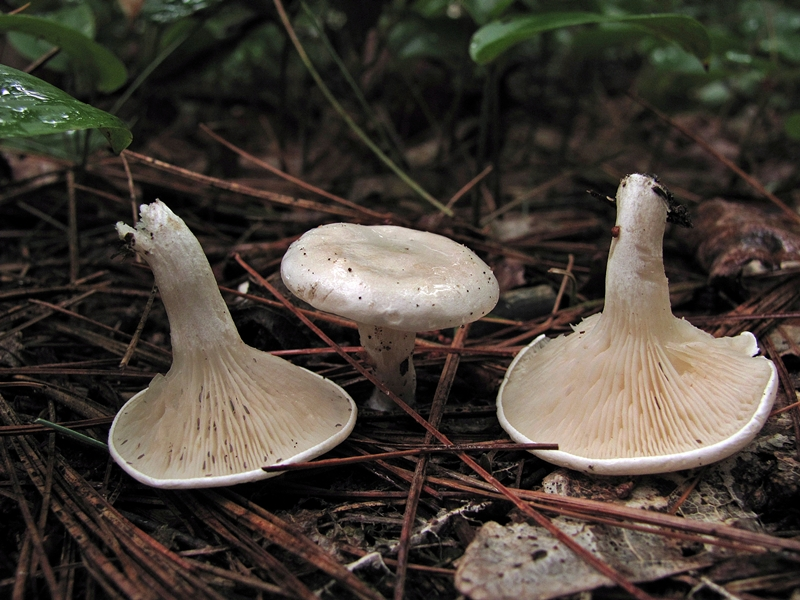

Растёт на почве, в светлых широколиственных и лиственных (с берёзой, дубом) лесах, реже — в хвойных лесах с примесью берёзы; также встречается на лугах, в садах и огородах, но всегда вблизи деревьев. Предпочитает кислые, глинистые почвы. Обычно образует микоризу с розоцветными (слива, груша, вишня); отсюда русское название гриба. Встречается с середины июля по конец сентября. Плодовые тела обычно появляются большими группами. Гриб распространён и обычен в Европейской части России; в целом, обычен в северной умеренной зоне.

## Сходные виды
Род Clitopilus содержит большое количество видов, значительная часть которых крайне похожа на Clitopilus prunulus, различаясь лишь по микроскопическим признакам. В частности, на подвишенник похож несъедобный серопластинник горький (Clitopilus mundulus (Lasch) P. Kumm., 1871), который отличается концентрическими трещинами на шляпке (у зрелых экземпляров) и горьким вкусом мякоти, а также паразитический гриб Clitopilus abortivus Berk. & M.A. Curtis.
Подвишенник сходен также с некоторыми видами ядовитых белых говорушек (говорушка восковатая, говорушка выбеленная). Отличается от них шляпкой без водянистых концентрических колец и розоватыми пластинками; у говорушек пластинки гименофора обычно белые, сероватые.
От ядовитых видов розовопластинковых энтолом, включая розовопластинник ядовитый, отличается низко спускающимися по ножке пластинками.
Из-за сильного сходства с некоторыми ядовитыми грибами собирать подвишенник не рекомендуется.

## Пищевые качества
Малоизвестный съедобный гриб 4-й категории; используется свежим (после 15 минут отваривания), сушёным и маринованным (по другим источникам, непригоден для маринования из-за мягкой консистенции). Идёт на приготовление соусов и гарниров к мясным блюдам. При термической обработке мучнистый запах исчезает.